# Terra di Francesco Giuseppe
La Terra di Francesco Giuseppe (in russo Земля Франца Иосифа?, Zemlja Franca Iosifa; in tedesco Franz-Josef-Land) è un arcipelago situato a nord della Russia.
Si trova nel mare di Barents, al confine con il mar Glaciale Artico e il mare di Kara, a nord della Novaja Zemlja e ad est delle isole Svalbard; è amministrato dall'oblast' di Arcangelo. La Terra di Francesco Giuseppe consiste di 191 isole coperte dal ghiaccio, con un'area di 16.134 km² ed è prevalentemente disabitata.
Alle latitudini tra 80,0° e 81,9° nord, è il gruppo di isole più settentrionale associato all'Europa. Il punto più a nord è Capo Fligeli, sull'Isola del Principe Rodolfo (Остров Рудольфа, Ostrov Rudolfa) che si trova a 81° 52' N. L'arcipelago dista solo 900-1.100 km dal Polo Nord.

## Storia
L'arcipelago fu scoperto nel 1873 dagli esploratori polari austriaci Payer e Weyprecht, che gli diedero come nome quello dell'Imperatore Francesco Giuseppe I d'Austria-Ungheria. Siccome la Spedizione austro-ungarica al polo nord era organizzata privatamente, e non ufficialmente, queste isole non sono mai diventate parte dell'Impero austro-ungarico. Nel 1926 le isole furono annesse all'Unione Sovietica, e si insediarono pochissimi abitanti solo per scopi di ricerca e militari. L'accesso con le navi è possibile solo in pochi mesi durante l'estate e necessita di permessi speciali.

## Caratteristiche
L'arcipelago è di origine vulcanica, ed è composto da basalti del Terziario e del Giurassico; sebbene coperto dal ghiaccio, esistono anche zone coperte solo da muschi e licheni. La parte nord-orientale è interamente coperta dalla calotta polare durante tutto l'anno, anche se il ghiaccio talvolta si ritira durante i mesi estivi dalle isole più meridionali. L'isola maggiore è la Terra del Principe Giorgio (Земля Георга, Zemlja Georga) che misura 110 km da capo a capo. La più alta cima delle isole si trova sull'Isola Wiener Neustadt (Остров Винер-Нейштадт, Ostrov Viner-Nejštadt) e raggiunge i 620 m s.l.m. Il canale maggiore all'interno dell'arcipelago è il canale Britannico, spartiacque tra la parte occidentale e quella centrale.

## Clima
A gennaio la temperatura minima media del giorno è di -15 °C e la massima è di -10,5 °C; A luglio si passa da una temperatura minima media di 0 °C a una massima media di 2,2 °C. La temperatura media annuale è di -12,8 °C. Negli ultimi 30 anni, la temperatura più alta in assoluto registrata è stata di 13 °C, mentre la più bassa è stata di -54 °C. Le precipitazioni sono abbastanza comuni, ma si concentrano soprattutto nelle stagioni primaverili e autunnali. Un altro fenomeno presente soprattutto nella tarda estate è la nebbia.

## Fauna

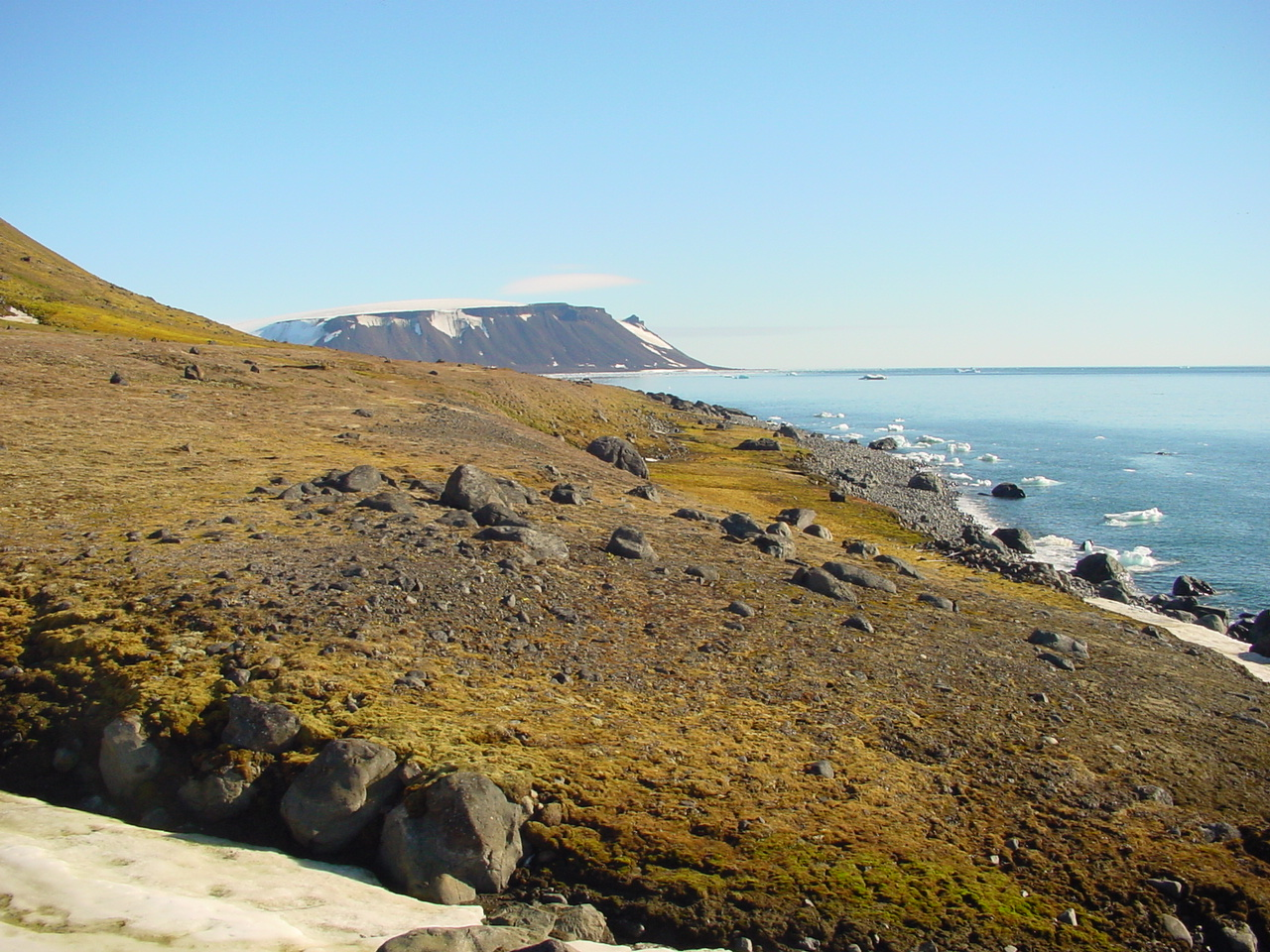
Paesaggio dell'isola di Northbrook.

La fauna nativa del luogo è composta da trichechi, volpi artiche e orsi polari. Tra gli uccelli più comuni ci sono il gabbiano tridattilo, il fulmaro e altre specie di gabbiani. Si possono trovare anche i beluga nelle acque delle isole. Palchi di renne sono stati trovati sull'Isola di Hooker, suggerendo l'ipotesi che tali animali abbiano raggiunto quelle latitudini circa 1.300 anni fa, quando ancora vi era un clima più tiepido.

## La base militare nazista

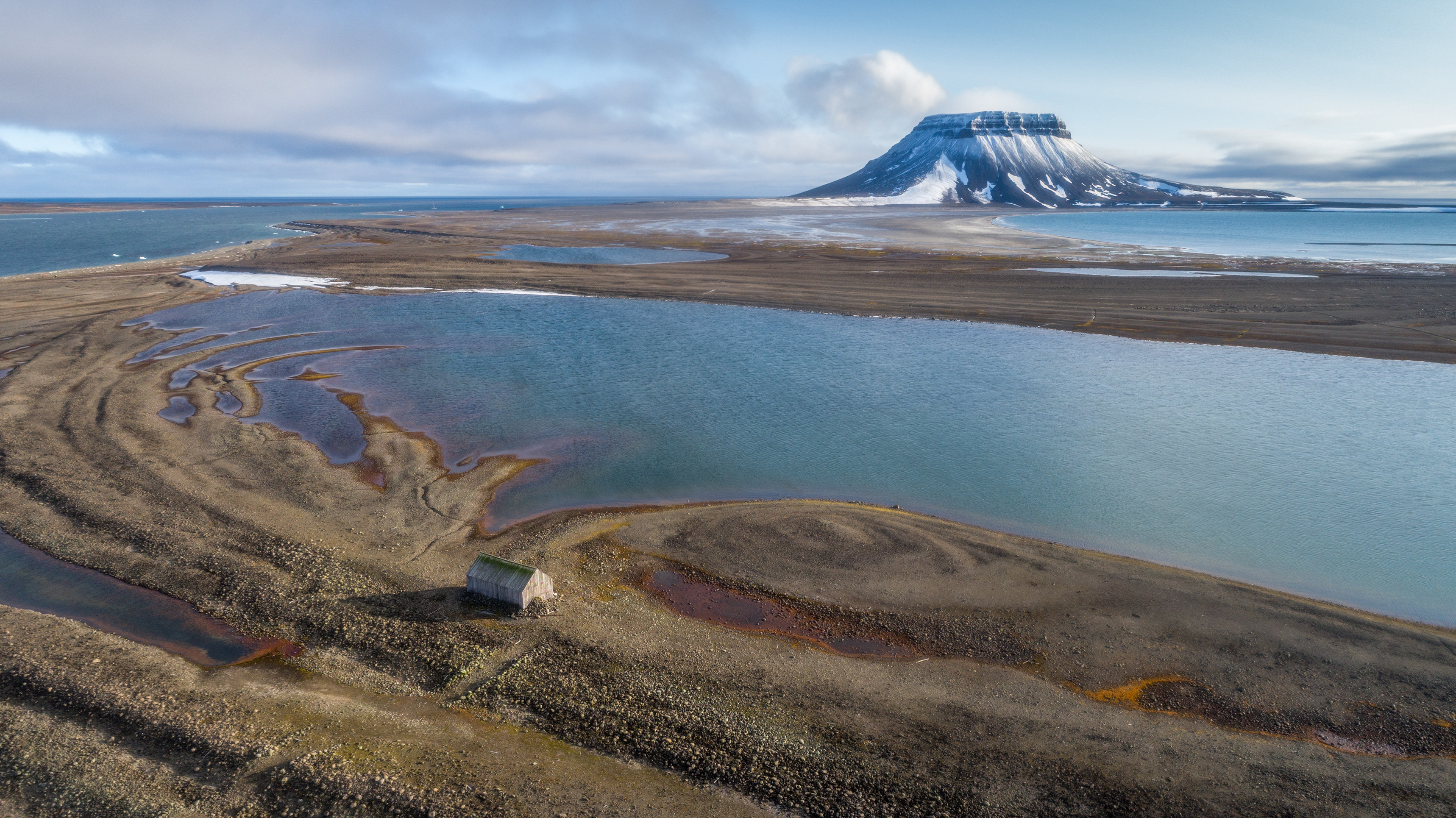
Paesaggio dell'isola di Bell.

Nel 2016 una spedizione russa è riuscita a trovare i resti di una base militare nazista che faceva parte dell'Operazione Schatzgräber (Cacciatore di tesori). Si trattava di una serie di avamposti realizzati dai nazisti nell'Artico tra il 1942 ed il 1944. La base, aperta nel settembre 1943, è stata rinvenuta nell’isola Terra di Alessandra, la più occidentale dell’arcipelago. Sono stati infatti trovati circa 500 reperti di vario tipoː libri, documenti, testi di meteorologia, manuali della Marina militare tedesca, munizioni, cartucce, tavole astronomiche, quaderni di registrazioni di dati meteo ecc... La base venne abbandonata definitivamente nel luglio 1944.
Negli anni ottanta una squadra di esperti sminatori tedeschi visitò le isole per rimuovere i campi minati, ma solo nell'agosto 2016 è stata fatta una completa ricognizione e uno studio accurato della base mappandola con precisione.